# ZPiT AGH „Krakus”
Zespół Pieśni i Tańca AGH „Krakus” im. Wiesława Białowąsa – najstarszy studencki zespół folklorystyczny w Polsce i jeden z najstarszych zespołów tego typu w kraju, założony w 1949 roku przez Wiesława Białowąsa. Siedziba zespołu mieści się w Krakowie przy ulicy Władysława Reymonta 15, przy kampusie Akademii Górniczo-Hutniczej.

## Historia zespołu
Zespół Pieśni i Tańca AGH „Krakus” im. Wiesława Białowąsa powstał przy AGH w 1949 roku. Został założony przez ówczesnego studenta, a następnie asystenta i profesora Wydziału Metalurgii, Wiesława Białowąsa. Początkowo nazywany był po prostu „Zespołem Muzycznym” o charakterze instrumentalnym, a nieregularne próby odbywały się w jednej z sal wykładowych budynku A-0, głównego pawilonu AGH.  
W pierwszym okresie funkcjonowania zespół liczył łącznie sześciu, a niedługo później dziewięciu członków. W miarę upływu czasu doszło do jego połączenia z uczelnianym chórem prowadzonym przez Jerzego Kraśnickiego, grupą taneczną pod kierunkiem Grzegorza Kratzera oraz zespołem góralskim założonym przez Jana Kuchtę. Wskutek tych działań na początku lat 50. liczba członków wzrosła i wynosiła 320 osób, podzielonych na poszczególne sekcje. Równocześnie stopniowo zmieniał się charakter zespołu na typowo folklorystyczny. Nazwę „Krakus”, po ogłoszonym wcześniej konkursie, nadano Zespołowi na Jubileusz XXV Lecia jego istnienia w 1974 roku. 

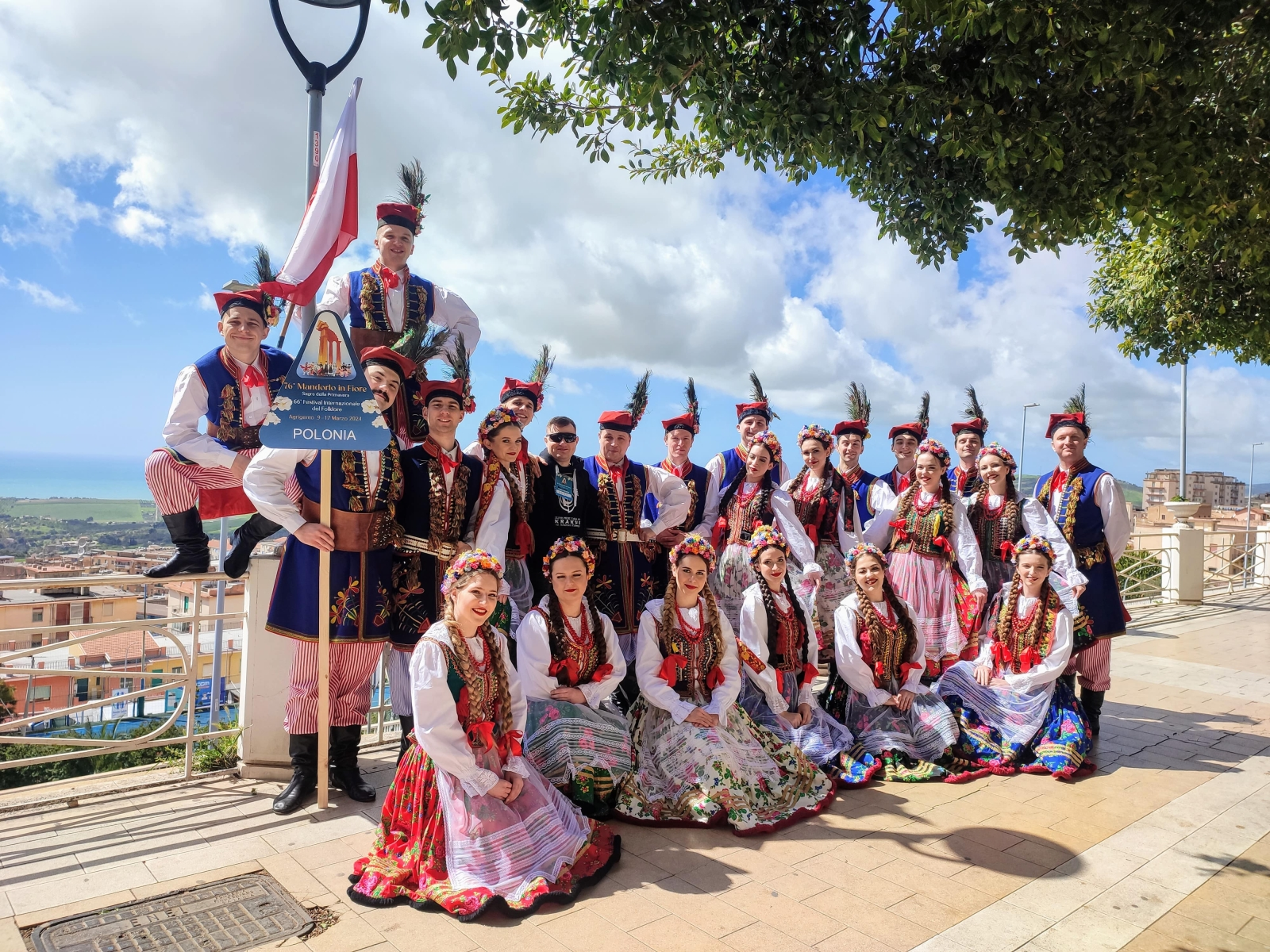
ZPiT AGH „Krakus” w Agrigento (2024)

Od 1980 roku w strukturach zespołu działa sekcja dziecięca tzw. „Mały Krakus”, licząca 80 osób w wieku 7–15 lat. Realizuje ona odrębny program artystyczny. Dzieci występują samodzielnie lub z Zespołem studenckim prezentując swoje umiejętności w kraju i za granicą.
Od początku istnienia Zespół – zarówno w kraju jak i poza jego granicami – koncertował blisko 5 tys. razy, odbywając prawie 200 wyjazdów zagranicznych i odwiedzając pięć kontynentów: Europę, Azję, Amerykę Północną, Afrykę oraz Amerykę Południową. W ich trakcie zdobył wiele nagród i odznaczeń.

## „Krakus” obecnie
Zespół liczy około 200 członków podzielonych na trzy sekcje: balet, chór oraz orkiestra (kapela). Regularnie bierze czynny udział w następujących uroczystościach w swojej Alma Mater (Akademii Górniczo-Hutniczej w Krakowie):
- „Skok przez skórę” z okazji Dnia Górnika
- „Ślubowanie hutnicze” z okazji Dnia Hutnika
- Inauguracja roku akademickiego
- Nadania tytułu Doktora Honoris Causa Akademii Górniczo-Hutniczej
- Nadania godności Profesora Honorowego AGH
- Nadania nominacji doktorskich

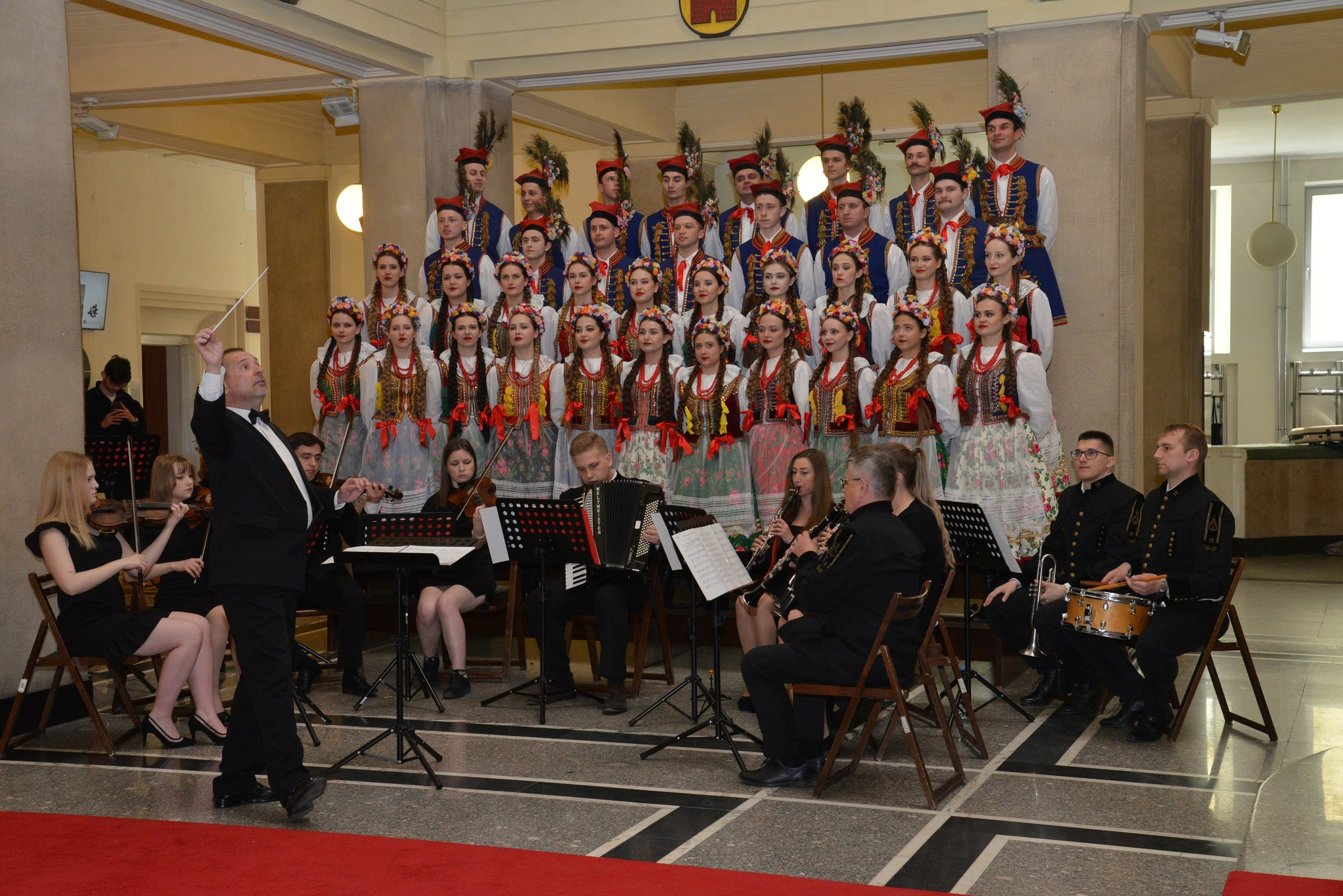
ZPiT AGH „Krakus” podczas Dnia Hutnika

„Krakus” znalazł się w gronie pięciu zespołów biorących udział w ceremonii zamknięcia Igrzysk Europejskich 2023 na Stadionie Miejskim im. Henryka Reymana w Krakowie, nad którą kierownictwo artystyczne objął Agustin Egurrola. Zaprezentował wówczas krakowiaka do stworzonego na tę specjalną okazję przez Motion Trio „Krakowiaka Olimpijskiego”. W kwietniu 2024 roku wystąpił na jednej scenie z solistami, chórem, baletem oraz orkiestrą Państwowego Zespołu Ludowego Pieśni i Tańca „Mazowsze” w Centrum Folkloru Polskiego „Karolin” w Otrębusach. W czerwcu tego samego roku zaprezentował się gościnnie podczas „Święta Śląska” w siedzibie Zespołu Pieśni i Tańca „Śląsk” w Koszęcinie. „Krakus” pojawił się również jako artysta-niespodzianka podczas krakowskiej edycji Męskiego Grania 2024 na koncercie L.U.C. i Rebel Babel Film Orchestra z muzyką z filmu „Chłopi”.

## Kierownicy zespołu
- Wiesław Białowąs 1949 – 1974
- Stanisław Rusinek 1974 – 1999
- Maciej Jędrzejek 1999 – aktualnie

## Repertuar
Polskie tańce i pieśni ludowe, przetworzone i przystosowane artystycznie do wymogów sceny (stylizowane):
- Suita tańców krakowskich (m.in. krakowiak, lajkonik, Siuda Baba, Turoń), z wykorzystaniem oryginalnych rekwizytów
- Suita tańców śląskich (m.in. trojak, mietlorz)
- Suita tańców rzeszowskich (m.in. polki beznoga, dzwon, przeworska, z kropką, wściekła i kucana, sztajerek)
- Suita tańców łowickich (m.in. oberek dyngusowy, koguty, kujawiak, wianki)
- Suita tańców sądeckich (m.in. polki suwana i gwóźdź, podmajder, sztajerek)
- Suita tańców górali żywieckich (m.in. hajduk), z wykorzystaniem oryginalnych lokalnych instrumentów muzycznych, w tym trombity
- Suita tańców lubelskich (m.in. mach, majdaniak, walczyk, polki lubelskie)
- Suita tańców kieleckich
- Tańce zaborowskie (m.in. warszawianka, hop-walc)
- Mazur
- Polonez

## Wyjazdy i konkursy zagraniczne
- Algieria – 1975
- Argentyna – 1986
- Austria – 1975, 1987, 1991, 1998, 2001
- Belgia – 1970, 1980, 1983, 1984, 1985, 1987, 1988, 2012, 2022
- Bośnia i Hercegowina – 2017
- Brazylia – 1986, 1996, 2018
- Bułgaria – 2006, 2016
- Chiny – 2014, 2016
- Chorwacja – 2023
- Czechosłowacja – 1965, 1972, 1986
- Czechy – 1994, 1995, 1996, 2001, 2008, 2009, 2014, 2017, 2023
- Dania – 1993 (dwukrotnie), 2002
- Filipiny – 2019[9]
- Finlandia – 1986
- Francja – 1967, 1971, 1975, 1976, 1977, 1978, 1980, 1982, 1983, 1985, 1989, 1998, 1999, 2001, 2002, 2004, 2007, 2013, 2018
- Grecja – 1965, 1981, 1997
- Gruzja – 2021
- Hiszpania – 1977, 1978, 1980, 1983, 1988, 1990, 1992, 1995, 1998, 2002 (dwukrotnie)
- Holandia – 1980, 1983, 1984, 1988, 2003, 2022
- Indie – 1984
- Jugosławia – 1973, 1974, 1975
- Kanada – 1980, 1981, 1987
- Litwa – 2006
- Luksemburg – 1983, 1985
- Łotwa – 2006, 2019
- Macedonia Północna – 2009, 2011
- Malta – 1979
- Meksyk – 2023
- Mołdawia – 2002
- Mongolia – 1989
- Niemcy – 1993, 1997, 2003, 2007, 2008, 2009, 2010, 2011, 2012, 2013, 2015 (dwukrotnie)
- Niemcy (NRD) – 1972, 1973, 1976, 1984, 1986, 1988
- Niemcy (RFN) – 1974, 1977, 1980, 1984, 1987
- Norwegia – 1993
- Portugalia – 2007, 2018, 2024
- Rumunia – 1999, 2004, 2008, 2011, 2012, 2013, 2017, 2024
- Serbia – 2023
- Słowacja – 2001, 2002, 2021
- Słowenia – 2005
- Szwajcaria – 2005
- Szwecja – 1977
- Tunezja – 1975
- Turcja – 1986, 1989, 1990, 2002, 2005, 2010, 2012, 2015
- Ukraina – 2000, 2001, 2003 (dwukrotnie), 2004, 2005, 2008, 2012, 2013, 2019
- Urugwaj – 1986
- Stany Zjednoczone – 1980, 1981, 1987, 2000
- Węgry – 1962, 1963, 1965, 1966, 1972, 1973, 1993, 1996, 1999, 2014
- Włochy – 1976, 1984, 1987, 1988, 1989, 1991, 1992, 2001, 2006, 2024
- ZSRR – 1967, 1968, 1970, 1973, 1979, 1980, 1987, 1988, 1989

## Ważniejsze nagrody za udział w festiwalach konkursowych
- I miejsce w kategorii Najlepsza muzyka – tytuł „Maestri Li Causi” w Agrigento (Włochy 2024)
- „Grand Prix” Hlushenkov Folk Fest – Chmielnicki (Ukraina 2019)
- Nagroda Publiczności i nagroda specjalna miasta Lipawa – Sudmalinas Festival (Łotwa 2019)
- „Grand Prix” 10 Dukat Festu w Banja Luce (Bośnia i Hercegowina 2017)[10]
- II miejsce na XIX Międzynarodowym Festiwalu Folklorystycznym w Bursie (Turcja 2005)
- I miejsce na XXXIII Międzynarodowym Festiwalu Folklorystycznym „Akademicka Nitra 2002” w Nitrze (Słowacja 2002)
- II miejsce na Międzynarodowym Festiwalu Folklorystycznym w Agrigento (Włochy 2001)
- Brązowy medal na 52 Międzynarodowym Festiwalu Folklorystycznym w Dijon (Francja 1998)
- I miejsce w kategorii solistów (Marek Bieda) na Międzynarodowym Festiwalu Sztuki Ludowej w Kartaginie (Tunezja 1975)
- I miejsce na Ogólnozwiązkowym Festiwalu Artystycznym na „Studencka Wiosna Kulturalna” w Erywaniu (Armenia 1974)
- „Złote Grono” na XXV Międzynarodowym Festiwalu Folklorystycznym w Dijon (Francja 1971)
- „Grand Prix” na XI Międzynarodowym Festiwalu Folklorystycznym w Marchienne au Pont (Belgia 1970)
- I miejsce na I Międzynarodowym Festiwalu Studenckich Zespołów Folklorystycznych w Katowicach (Polska 1969)
- Brązowa Kolia Książąt Burgundzkich na XXII Międzynarodowym Festiwalu Folklorystycznym w Dijon (Francja 1967)
- Jedna z pięciu równorzędnych nagród na XXXII Światowym Festiwalu Folklorystycznym w Lefkas (Grecja 1967)
- I miejsce na Ogólnopolskim Festiwalu Studenckich Zespołów Artystycznych we Wrocławiu (Polska 1953)

## Odznaczenia i medale
- Złota Odznaka „Za Pracę Społeczną dla Miasta Krakowa” (1971)
- Medal „Kraków 2000” (2004)
- Złoty Medal 85-lecia AGH (2004)
- Srebrny Medal Stowarzyszenia „Wspólnota Polska” (2004)
- Odznaka Honorowa Ministra Edukacji Narodowej „Za zasługi dla oświaty”(1999)
- „Złote Serduszko” Wielkiej Orkiestry Świątecznej Pomocy (1994)
- Złota Odznaka Honorowa Polskiego Związku Emerytów, Rencistów i Inwalidów (1992)
- Złota Odznaka Honorowa Towarzystwa „Polonia” (1989)
- Krzyż Kawalerski Orderu Odrodzenia Polski (1984)
- Dyplom Ministra Spraw Zagranicznych „Za wybitne zasługi w propagowaniu kultury polskiej za granicą” (1984)
- Medal Za Zasługi Przy Odnowie Zabytków Krakowa (1981)
- Złota Odznaka SZSP (1979)
- Złota Odznaka za Zasługi dla Ziemi Krakowskiej (1979)
- Dyplom Towarzystwa Łączności z Polonią Zagraniczną „Polonia” „Za wybitne osiągnięcia w dziele umacniania patriotycznej więzi Polonii z Macierzą” (1979)
- Dyplom Honorowy Ministra Kultury i Sztuki „Za osiągnięcia w upowszechnianiu kultury” (dwukrotnie w 1975 oraz 1979)
- Druga Nagroda Ministra Kultury i Sztuki „Za całokształt działalności artystycznej wychowawczej” (1968)
- Odznaka 1000-lecia Państwa Polskiego (1966)
- Złota Odznaka ZSP (1964)

## Osoby związane z zespołem
- Wiesław Ochman – śpiewak operowy, kawaler Orderu Uśmiechu
- Piotr Jędrzejek – aktor, prezenter i dziennikarz telewizyjny